# Parafia św. Jakuba Większego Apostoła w Dłużynie
Parafia św. Jakuba Większego Apostoła w Dłużynie – parafia rzymskokatolicka znajdująca się w archidiecezji poznańskiej, w dekanacie przemęckim. 
W parafii działają grupy duszpasterskie: Krąg Biblijny, Służba Liturgiczna oraz Żywy Różaniec.